# 圣艾伯特
圣艾伯特（St. Albert），加拿大艾伯塔省城市，与埃德蒙顿相邻。总人口68,232（2021年）。在加拿大艾伯塔省中部，省会埃德蒙顿西北。由1861年建立的一个传教机构扩展而成的城镇。现人口3.1万。多种经营农业地区的中心。城内有一座桥，据传是加拿大大湖区第一座建成的桥梁。